# Valerio Jalongo
Valerio Jalongo (Roma, 11 maggio 1960) è un regista, sceneggiatore e produttore cinematografico italiano con passaporto svizzero.

## Biografia
Dopo aver conseguito la laurea in filosofia alla Sapienza di Roma, ha frequentato la Scuola di cinema Gaumont e in seguito si è trasferito a Los Angeles, dove ha studiato cinema alla University of Southern California. Nel 1983 ha debuttato dietro la macchina da presa dirigendo Il volo, episodio del film collettivo Juke box, cui hanno contribuito anche i registi Carlo Carlei, Antonello Grimaldi, Daniele Luchetti ecc..
Nel 1988 ha vinto il premio De Sica per il docudrama DreamCity (La città dei nostri sogni), girato a Los Angeles. Nel 1997 ha esordito nel lungometraggio di finzione con il film Messaggi quasi segreti, interpretato da Ivano Marescotti, Brendan Gleeson e Anita Zagaria, una storia ambientata a Dublino. Messaggi quasi segreti è stato premiato come miglior film al Festival Internazionale "Scrittura e Immagine" 1997 e proiettato in vari festival mondiali.
Negli anni seguenti, Jalongo ha realizzato alcuni lavori per la televisione, tra cui Il caso Bebawi, con Riccardo Cucciolla, Vanna Barba e Jonis Bascir e la miniserie in due puntate Torniamo a casa (1999), con Barbara De Rossi, Roberto Citran e Arnoldo Foà, collaborando peraltro anche ad altre sceneggiature.
Nel 2001 ha iniziato a condurre un gruppo di scrittura creativa con i detenuti del carcere romano di Rebibbia, e nel 2005 è tornato al cinema con un nuovo lungometraggio, Sulla mia pelle. Il film, interpretato da Ivan Franek e Donatella Finocchiaro, presentato in concorso al Torino Film Festival e al Festival Internazionale di Bangkok, affronta importanti temi sociali legati alla presenza della camorra in Campania.
Nel 2005 ha dapprima preso parte all'esperienza di Ring ed è stato poi tra gli animatori del movimento 100autori. Ha realizzato il documentario Di me cosa ne sai, un'inchiesta sulla storia del cinema italiano e sulle trasformazioni culturali dell'Italia negli ultimi trent'anni. Presentato nel 2009 alle Giornate degli Autori al Festival di Venezia, e ai Festival di Londra e Amsterdam, Di me cosa ne sai ha ricevuto il premio della Federazione italiana dei circoli del cinema.
Nel 2010 ha girato La scuola è finita, sceneggiato insieme a Francesca Marciano, Daniele Luchetti e Alfredo Covelli, che racconta la drammatica realtà all'interno degli istituti scolastici. Il film, interpretato da Valeria Golino, Vincenzo Amato e Fulvio Forti, è stato presentato in concorso alla quinta edizione del Festival di Roma.
Tra il 2014 e il 2017 ha lavorato a Il senso della bellezza (in concorso al Festival Visions du Réel 2017, al Festival Visioni dal Mondo, finalista tra i 20 migliori documentari europei al Prix Europa, oltre a numerosi altri festival internazionali). Il senso della bellezza è stato presentato da oltre 150 scienziati ospiti nelle sale cinematografiche italiane e svizzere, rimanendo in cartellone per oltre sei mesi..
Il documentario L'acqua l'insegna la sete ha richiesto 5 anni di riprese e racconta le vicende di una classe e di un professore nel corso di oltre 15 anni. È stato presentato in concorso al Festival Visions du Réel 2020, Cinémed di Montepellier; Miglior film e Miglior sceneggiatura alla 22ª edizione di Inventa un Film, Miglior film Giuria giovani Visioni dal Mondo e in altri festival internazionali.

## Filmografia

### Regista
- Do minore (1983) (corto)
- Il volo (1985) (episodio del film collettivo Juke box)
- DreamCity o La città dei nostri sogni (1988)
- Messaggi quasi segreti (1996)
- Il caso Bebawi (1996) - film TV della serie I grandi processi
- Torniamo a casa (1999) (film TV)
- Sulla mia pelle (2005)
- Di me cosa ne sai (2009)
- La scuola è finita (2010)
- Il senso della bellezza, arte e scienza al CERN (2017)
- L'acqua l'insegna la sete (2021)